# Valentina Capone
Valentina Capone (Sondalo, ...) è un'attrice e regista teatrale italiana.

## Biografia
Laureata con lode in Lettere-DAMS, master con lode II livello in Psicologia-Mindfulness Pratica Clinica e Neuroscienze, Cerfificata Executive Coaching presso College of Executive Coaching a N:Y e Santa Barbara, dopo l'Accademia nazionale d'arte drammatica, dal 1995 al 2001 ha collaborato con Leo de Berardinis, sia come interprete sia in qualità di assistente alla regia.
Nel 2002 debuttò con il monologo Sole primo studio, liberamente ispirato a Le troiane di Euripide, di cui curò interpretazione, regia e spazio scenico e che riprese nel 2008 nella versione definitiva; da allora nel suo attivo ha collaborazioni con alcuni dei principali registi ed autori di teatro di ricerca.
Con Iodice sviluppa nel 2005 anche I costruttori di imperi di Boris Vian in collaborazione con Armunia Teatro-Festival di Castiglioncello.
Nel maggio 2005 dirige l'attrice Silvia Pasello (Premio Ubu 1986 e 1997) in Maria Maddalena, per il Festival Fabbrica Europa, in coproduzione con Pontedera Teatro.
Inizia quindi un rapporto di collaborazione con il drammaturgo-regista Enzo Moscato, nella riscrittura de Le Baccanti di Euripide Disturbing a Tragedy (nel ruolo di Re Cadmo) per il Festival di Benevento e nel progetto Le doglianze degli attori a Maschera per la Biennale di Venezia 2007 (nel ruolo di Guerrina).
Nel giugno 2009 debutta in Piece Noire di Enzo Moscato per il Napoli Teatro Festival Italia.
Come interprete, dall'ottobre 2009 ha iniziato la sua collaborazione con il Teatro Biondo, Stabile di Palermo: nell'aprile 2010 va in scena ne La Stanza di Harold Pinter, diretta da Umberto Cantone, con Liliana Paganini e Franco Scaldati.
Nel 2011 partecipa alla rassegna Garofano verde, a cura di Rodolfo di Gianmarco con La donna dello scandalo, reading con Giuliana Lojodice per l'adattamento a cura di Luca de Bei dal romanzo di Zoë Heller; dello stesso anno è Lo Scarfalietto di Eduardo Scarpetta, produzione Teatro Quirino-Stabile di Calabria, regia Geppy Gleijeses, con Lello Arena, Marianella Bargilli, Geppy Gleijeses.
Nel 2012 lavora con il teatro Stabile di Bolzano in Le Troiane, con Patrizia Milani, Carlo Simoni, Corrado d'Elia, Sara Bertelà, per la regia di Marco Bernardi.
Nel 2013 incontra la compagnia di danza MDA, con cui collabora a livello drammaturgico e come interprete, è in scena con I corpi di K e con Caligola.
Nel 2013 si trasferisce a Milano per collaborare con la compagnia Teatro Libero di Milano, dove assume anche un ruolo organizzativo all'interno della compagnia; come interprete è diretta da Corrado d'Elia in Macbeth Inferno (da Macbeth di W. Shakespeare -ruolo Lady Macbeth).
Nel marzo 2014, sempre a Milano, realizza il "Festival Internazionale della Regia-dalla regia critica alla critica della regia" (un'iniziativa ideata da Corrado d'Elia) presso la Sala Conferenze di palazzo Reale, in collaborazione con il Comune di Milano settore Spettacolo diretto da Antonio Calbi.
Nel 2015 è Arkadina ne "Il gabbiano" per la regia di Antoni Sixty e nel 2016 collabora come attrice e autrice con Andrea Cosentino per lo spettacolo "Niente" (Festival In Equilibrio, Castiglioncello), per lo spettacolo Farsa Nera e con Carmen Giordano nel progetto Think PInk per il Sole24H e BancaIntesa.
Sempre nel 2016 è Maddalena ne "Il piacere dell'onestà" per lo Stabile di Calabria, con Pippo Pattavina e la regia di Antonio Calenda.
Dal 2001 al 2008 è stata direttore artistico del Festival italo-svizzero FestTeatro. Nel 2009 è direttore artistico del Teglio Teatro Festival Valtellina 2009.
Dal 2004 al 2011 ha curato il progetto antropologico ex Volto-Terra di Racconti per la Valtellina, rivolto ad allievi attori: l'attività didattica è stata finalizzata alla riscoperta del patrimonio culturale proprio delle comunità montane coinvolte. Da questa esperienza, oltre a rappresentazioni annuali su partiture originali, sono nati il cortometraggio Il quaderno ed il documentario Terre lontane.

## Premi
- Vincitrice Premio Eti - gli Olimpici del teatro cat. Attori emergenti 2009
- Lo spettacolo “Le doglianze degli attori a maschera” di Enzo Moscato (co-protagonista) è stato finalista ai Premi Olimpici per il Teatro 2008.
- Premio Penisola Sorrentina, sezione Teatro 2006
- Premio Viviani conferito nel 2006 dal Festival di Benevento
- Premio DAMS nel maggio 2004 insieme ai colleghi della Compagnia "Teatro di Leo", in riconoscimento dell'attività artistica svolta al fianco di Leo De Berardinis
- Premio della Critica Festival Voci dell'Anima 2014per lo spettacolo "Sole"

## Teatrografia parziale
- Studio sul Don Giovanni di Mozart - Da Ponte
- Il ritorno di Scaramouche di J.B. Poquelìn e Leo de Berardins
- Tre registi per il King Lear di Leo de Berardinis, Alfonso Santagata, Ruggero Cappuccio
- King Lear N.1 di Leo de Berardinis da William Shakespeare
- LearOpera, scrittura scenica di Leo de Berardinis da Amleto; King Lear, La Tempesta
- Totò Principe di Danimarca - Palcoscenico Raidue

## Filmografia

### Cinema
- Magnificat, regia di Pupi Avati (1993)
- Una notte, regia di Toni D'Angelo (2007)
- L'abbiamo fatta grossa, regia di Carlo Verdone (2016)

### Televisione
- Medicina generale – serie TV (2007)
- Mai per amore – miniserie TV, episodio Helena & Glory (2012)